# René Dumont (Schauspieler)
René Dumont, auch Renée Dumont, (* 1966 in Kaiserslautern) ist ein deutscher Schauspieler.

## Leben
René Dumont absolvierte eine Schauspielausbildung am Salzburger Mozarteum. Von 1989 bis 1993 war er am Münchner Kinder- und Jugendtheater Schauburg engagiert. In den Folgejahren hatte er Engagements am Theater Bremen, am Landestheater Esslingen, am Theater Basel und am Schauspielhaus Hamburg.
Von 2001 bis 2010 war er Ensemblemitglied an den Münchner Kammerspielen, von der Spielzeit 2011/12 bis 2017/18 war er am Münchener Residenztheater festes Mitglied des Ensembles. Zu den von ihm am Theater verkörperten Rollen zählen der Marquis von Posa in Schillers Don Karlos, Ernst Scholz in Der Marquis von Keith, Lacroix in Dantons Tod, Larry in Headless body in topless bar, die Titelrolle in Biedermann und die Brandstifter  und Franz Kafka in Liebster Vater.
Von 2007 bis 2016 verkörperte er für die österreichische Supermarktkette Billa die Werbefigur des „Hausverstands“. In der Saison 2019/20 gastierte er am Landestheater Niederösterreich als Minister Narbonne in Der Parasit von Friedrich Schiller, einer Koproduktion mit dem Stadttheater Klagenfurt.
In der Amazon-Prime-Video-Serie Der Beischläfer verkörperte er 2020 die Rolle des Richters Dr. Ortmann, in der ZDF-Serie Kanzlei Berger (2021) spielte er die Rolle des Richters Voss. In der 23. Staffel der ARD-Telenovela Rote Rosen übernahm er 2024 die Rolle des Heiner Jablonski.

## Filmografie (Auswahl)
- 1999: Requiem für eine romantische Frau
- 2008: Tatort: Häschen in der Grube
- 2009: Keine besonderen Vorkommnisse (Kurzfilm)
- 2010: SOKO Stuttgart – Stimmen der Straße
- 2011: Notruf Hafenkante – Goldfisch
- 2012: Die Rosenheim-Cops – Die letzte Sitzung
- 2012: Die Einsamkeit des Jägers (Kurzfilm)
- 2012: Ein Fall für zwei – Eine Million in kleinen Scheinen
- 2012: Die Aufnahmeprüfung
- 2013: Add a Friend – Kings of Darkness
- 2014: Quatsch und die Nasenbärbande
- 2014: SOKO München – Verrückt
- 2016: Polizeiruf 110: Sumpfgebiete
- 2016: Verrückt nach Fixi
- 2018: Gefangen – Der Fall K. (Fernsehfilm)
- 2020: Der Beischläfer (Fernsehserie)
- 2021: Kanzlei Berger (Fernsehserie)
- 2021: An seiner Seite (Fernsehfilm)
- 2022: Der Alte – Folge 445: Böses Blut
- 2024: Rote Rosen (Fernsehserie)

## Theater
Residenztheater München (Bayerisches Staatsschauspiel)
- 2011: Halali. Ein Mann in seinem Widerspruch (als Dr. Tirow, ehemaliger Klinikchef)

- 2012: Der Widerspenstigen Zähmung (als Tranio, Lucentios Diener)
- 2013: Albert Ostermaier: „Seine Zeit zu sterben“ (Lesung)
- 2013: Der Sturm (als Alonso)
- 2013: Der Vorname (als Claude Gatignol)
- 2014: Elias Canetti: „Das Buch gegen den Tod“ (Lesung)

- 2014: „Im wunderschönen Monat Mai“
- 2014: Hoppla, wir leben! (als Professor Lüdin; Frau Kilman; Hausdiener)
- 2013: In Agonie (als Oberleutnant Dr. Bobby Agramer / Ein taubstummer Bettler)
- 2014: Ein Sommernachtstraum (als Squenz [Prolog])
- 2015: Geteilte Erinnerung: Der Völkermord an den Armeniern 1915 (Lesung)

- 2015: Antonius und Cleopatra (als Agrippa)
- 2015: Marstallplan 1: Jenny Jannowitz (als Doktor Pappeldorn)
- 2015: Das goldene Vlies (als Milo)
- 2016: Kongress der Autodidakten (als Siegfried Sigor)
- 2016: Iwanow (als Matwej Semjonowitsch Schabjelski)
- 2014: Madame Bovary (als Charles Bovary)

- 2017: Kreise/Visionen
- 2015: König Ödipus (als Chorführer)
- 2017: Die Troerinnen  (als Talthybios)
- 2016: Die Räuber (als Daniel)
- 2017: Macbeth (als Macduff, Than von Fife)

- 2017: Richard III (als Clarence)
- 2017: Nora oder Ein Puppenheim (als Doktor Rank)
- 2018: Bakunin (als Margarita)
- 2018: Der Mieter (als Der Nachbar)
- 2018: Junk (als Boris Pronsky)
- 2019: Die Möwe (als Pjotr Nikolajewitsch Sorin). Von Anton Pawlowitsch Tschechow. Inszenierung: Alvis Hermanis[7][8][9][10]
- 2019: Die Bakchen – lasst uns tanzen (als Teiresias). Von Peter Verhelst nach Euripides. Inszenierung: Wim Vandekeybus[11][12][13][14][15]

Metropoltheater München
- 2023: Slippery Slope – Almost a Musical (als Gustav Gundesson)

### Pathos Theater München
- 2025: Der Trojanische Krieg (als Achill). Theater und Film von Stefan Kastner. Inszenierung: Stefan Kastner (Pathos München)[16][17][18]